# Marco Stroppa
Marco Stroppa (Verona, 1959) es un compositor, investigador y educador italiano. Pertenece a la primera generación de compositores italianos que aprendieron música con ordenadores. Es un educador enormemente apreciado que ha realizado conferencias en todo el mundo y ha escrito numerosos ensayos en revistas internacionales. 

## Biografía
Marco Stroppa estudió piano, dirección de coro, composición (con Azio Corghi) y música electrónica (Alvise Vidolin) en los Conservatorios de Verona, Milán y Venecia. 
Entre los años 1980 y 1983, colaboró con el «Centro di Sonologia Computazionale» de la Universidad de Padua. En los años 1984 y el 1986, obtuvo una beca de estudio de la Fundación Fulbright, gracias a la que profundizó su estudio de la música electrónica, informática, inteligencia artificial y psicología cognitiva, en el Laboratorio de Medios del MIT («Massachusetts Institute of Technology»), junto con Barry Vercoe (desarrollador de Csound).
Marco Stroppa ha sido invitado por Pierre Boulez a colaborar en el gabinete de investigación del IRCAM de París, en el que ha desempeñado, en 1987 y 1990, el puesto de Director del Departamento de Investigación Musical.
Además, ha instituido (1987) y dirigido durante trece años el «Curso de composición» y el Laboratorio de música informática en el «International Bartók Festival» de Szombathely, en Hungría. A partir del Festival Bartók de 1999, fue nombrado Profesor de Composición en la Musikhochschule de Stuttgart (Alemania), sucediendo a Helmut Lachenmann. 
A su vez, desde enero de 1999, Stroppa ha enseñado Composición en el Conservatorio de París, donde ocupó la plaza vacante dejada por Gérard Grisey.

## Música
Si las primeras obras de Stroppa (como Metabolai (1982) y Traiettorie (1984)) privilegiaban, incluso en los títulos, una dimensión técnica y abstracta, debido a la búsqueda de un lenguaje personal. En los años siguientes, obras como Upon a blade of grass (1996), Hommage à Gy. K. (2004), Opus nainileven (2004), I will not kiss your f.ing flag (2005), por citar algunas, muestran una atención humanista que revaloriza formas di impegno poetica y sociale.
Musicalmente "bilingüe" por formación, en la utilización de instrumentos acústicos, Stroppa afianza, en su obra, la exploración de la posibilidad abierta por la electrónica, como la espacialización del sonido. En este sentido, se revelan particularmente significativas obras como Spirali (1988) para cuarteto de cuerdas "proyectado" en el espacio, con el que Stroppa se propone "dinamizar la escucha frontal tradicional", y Miniature estrose (1991- ), un ciclo de piezas pianísticas de variado carácter y duración, construidos en torno a pequeños núcleos sonoros y estructurales 	
recurrentes, que confieren a la colección una estructura reticular.

## Catálogo de obras
| Año       | Obra | Tipo de obra           | Duración |
| --------- | --- | ---------------------- | -------- |
| 1982      | Metabolai, para pequeña orquesta. | Música de orquesta     | 10:00    |
| 1982-84   | Traiettoria, para piano y electrónica. (rev. 88) | Música electrónica     | 46:00    |
| 1985-89   | Étude pour Pulsazioni, para "virtuoso" ensemble (18 players) | Música instrumental    | 18:00    |
| 1987-88   | Spirali, para string quartet "projected" into space | Música de cámara       | 22:00    |
| 1989      | Hidinefte, ou l'autre face de Traiettoria, computer-generated sounds | Música electrónica     | 30:00    |
| 1989-97   | élet...fogytiglan, dialogo immaginario fra un poeta e un filosofo, para ensemble (15 players). | Música instrumental    | 23:00    |
| 1990      | Träume vom Fliegen. Computer music for a ballet for acrobats and funambules. | Música electrónica     | 50:00    |
| 1990      | Leggere il Decamerone. Computer music for 160 radio broadcasts devoted to the integral reading of G. Boccaccio's Decameron with the participation of 70 Italian actors and the comments of Alberto Asor Rosa and Adolfo Moriconi. | Opera radiofónica      | 180:00   |
| 1990      | Proemio (Text by Adolfo Moriconi). Radio opera (3 actors and computer music). | Ópera radiofónica      | 37:00    |
| 1991-2001 | Miniature Estrose, Primo Libro, para piano [1. Prólogos: Anagnorisis I - 2. Ninnananna - 3. Birichino, come un furetto - 4. Passacaglia canonica - 5. Tangata Manu - 6. Innige Cavatina - 7. Moai]                                | Música solista (piano) | 60:00    |
| 1992      | in cielo in terra in mare (Text by Adolfo Moriconi). Radio opera (8 actors, 8 singers, processed concrete sounds and computer music).                                                                                             | Ópera radiofónica      | 35:00    |
| 1992      | Un Segno nello Spazio, para cuarteto de cuerda. | Música de cámara       | 15:00    |
| 1993-94   | Hiranyaloka, para orquesta. | Música de orquesta     | 27:00    |
| 1995      | Auras, para percusión metálica y electrónica de cámara. | Música electrónica     | 16:00    |
| 1995      | ..1995...2995...3695... (Text: Adolfo Moriconi). Comoedia harmonica for one actress, double bass, tam-tam, computer music, live electronics and sound projection                                                                  | Opera                  | 75:00    |
| 1995-96   | Upon a Blade of Grass. Concierto para piano y gran orquesta. (rev. 2005) | Música de orquesta     | 35:00    |
| 1995-98   | Zwielicht, para double bass, 2 percusionistas, electrónica y 13-D space projection | Música electrónica     | 35:00    |
| 1996      | Little I, para flauta y electrónica de cámara. | Música electrónica     | 23:00    |
| 1996-2001 | From Needle’s Eye, para trombón solista, doble quinteto y percusión. | Música de cámara       | 24:00    |
| 1997      | Race, pièce pour mémoire, parole et piano. Theatre piece written and directed by Pascal Rambert with piano and electronic music by Marco Stroppa. The music is based on some "Miniature Estrose" with an electronic extension.    | Opera                  | 80:00    |
| 1997-2002 | Come Natura di Foglia. Canti lontani para voces y electrónica. Canto primo per ottetto vocale. | Música electrónica     | 30:00    |
| 2001      | Ay, there’s the rub, para solo chelo. | Música solista (chelo) | 09:00    |
| 2001-03   | Cantilena, für 3-fach geteilten gemischten Chor (36-48 cantantes, 16 partes) | Música coral           | 29:00    |
| 2003      | Nous sommes l'air, par la terre..., para viola y acordeón. | Música de cámara       | 08:00    |
| 2003-04   | Opus nainileven, cinque requies per la democrazia, para quinteto de viento. | Música de cámara       | 18:00    |
| 2003-04   | Lamento. Tres piezas para coro mixto de cámara (32 cantantes, 6 partes). | Música coral           | 09:00    |
| 2003-04   | Hommage à Gy. K., para clarinete (Bb y bajo), viola y piano (también plate bell). | Música de cámara       | 18:00    |
| 2004-06   | No Boughs. Concierto para piccolo y orquesta de cuerdas. | Música de orquesta     | -        |
| 2005      | I will not kiss your f.ing flag, para augmented trombón y electrónica de cámara. | Música electrónica     | 22:00    |
| 2005      | Ossia, Seven Strophes for a Literary Drone, para violín, viola y piano. | Música de cámara       | 17:00    |
| 2005-     | Miniature Estrose, Secondo Libro, para piano [1. Ahu Tongariki - 2. Hanaue Eepe - 3. Eisodos: Anagnorisis II - ...hasta 7 (work in progress)]                                                                                     | Música solista (piano) | 60:00    |
| 2006      | And one by one we drop away. Concierto para chelo y orquesta (work in progress) | Música de orquesta     | -        |
| 2007      | Ritratti senza volto, para orquesta (work in progress) | Música de orquesta     | -        |
| 2007-08   | Work for solo saxophone and chamber electronics, inspired by poems of e.e. cummings. (work in progress) | Música electrónica     | -        |
| 2007-08   | Work for two horns (work in progress) | Música de cámara       | -        |
| 2007-08   | Concerto for accordion, 2 shadow accordions y 4 grupos orquestales (work in progress) | Música de orquesta     | -        |
| 2007-09   | The great unknown, para cuarteto de saxofones, coro y gran orquesta. (work in progress) | Música de orquesta     | -        |
|           | élet..fogytiglan, modules 3, 6 and 7. (work in progress) | Música electrónica     | -        |
|           | Vagabonds des nuages, para 10 instrumentos. (work in progress) | Música instrumental    | -        |